# Ulrich Bittcher
Ulrich „Uli“ Bittcher (* 10. September 1957 in Gelsenkirchen) ist ein ehemaliger deutscher Fußballspieler.

## Karriere
Bittcher begann seine Laufbahn bei der STV Horst-Emscher und kam mit 15 Jahren in die Jugend des FC Schalke 04. 1976 wurde er mit der A-Jugend der „Knappen“ mit Jugendtrainer Uli Maslo deutscher Meister. Sein Bundesliga-Debüt gab er ebenfalls noch als A-Jugendlicher: am 20. März 1976 setzte Trainer Friedel Rausch den Mittelfeldspieler erstmals in der Eliteklasse ein – das Spiel bei Eintracht Braunschweig endete mit einer 1:4-Niederlage.
Ab der Saison 1976/77 war Bittcher sieben Jahre lang in der ersten Mannschaft der Schalker und wurde gleich in seinem ersten Profijahr Vizemeister. Nach 168 Bundesliga- und 38 Zweitligaspielen für die Blauen wechselte er 1983 für die stattliche Ablösesumme von 700.000 Mark zu deren Erzrivalen Borussia Dortmund. 1986 begann für ihn eine verletzungsgeplagte Zeit, er musste sich einer Knieoperation unterziehen und verpasste dadurch die komplette Hinrunde der Spielzeit 1986/87. Nur zwei Wochen nach seinem Comeback am 14. März riss bei einem Trainingsunfall die Quadrizeps-Sehne, wodurch Bittcher Sportinvalide wurde und seine Karriere beenden musste.
Bittcher absolvierte zwischen 1977 und 1981 sieben Länderspiele für die B-Nationalmannschaft des DFB. Am 16. November 1982 kam er in Emmen im Premiere-Länderspiel der Olympia-Auswahlmannschaft beim torlosen Unentschieden gegen die Auswahl der Niederlande einzig zum Einsatz.
Nach der aktiven Laufbahn leitete Bittcher elf Jahre lang seine eigene Massage- und Bäderpraxis in Essen.
Bittcher ist gelernter Industriekaufmann.